# 겨자무

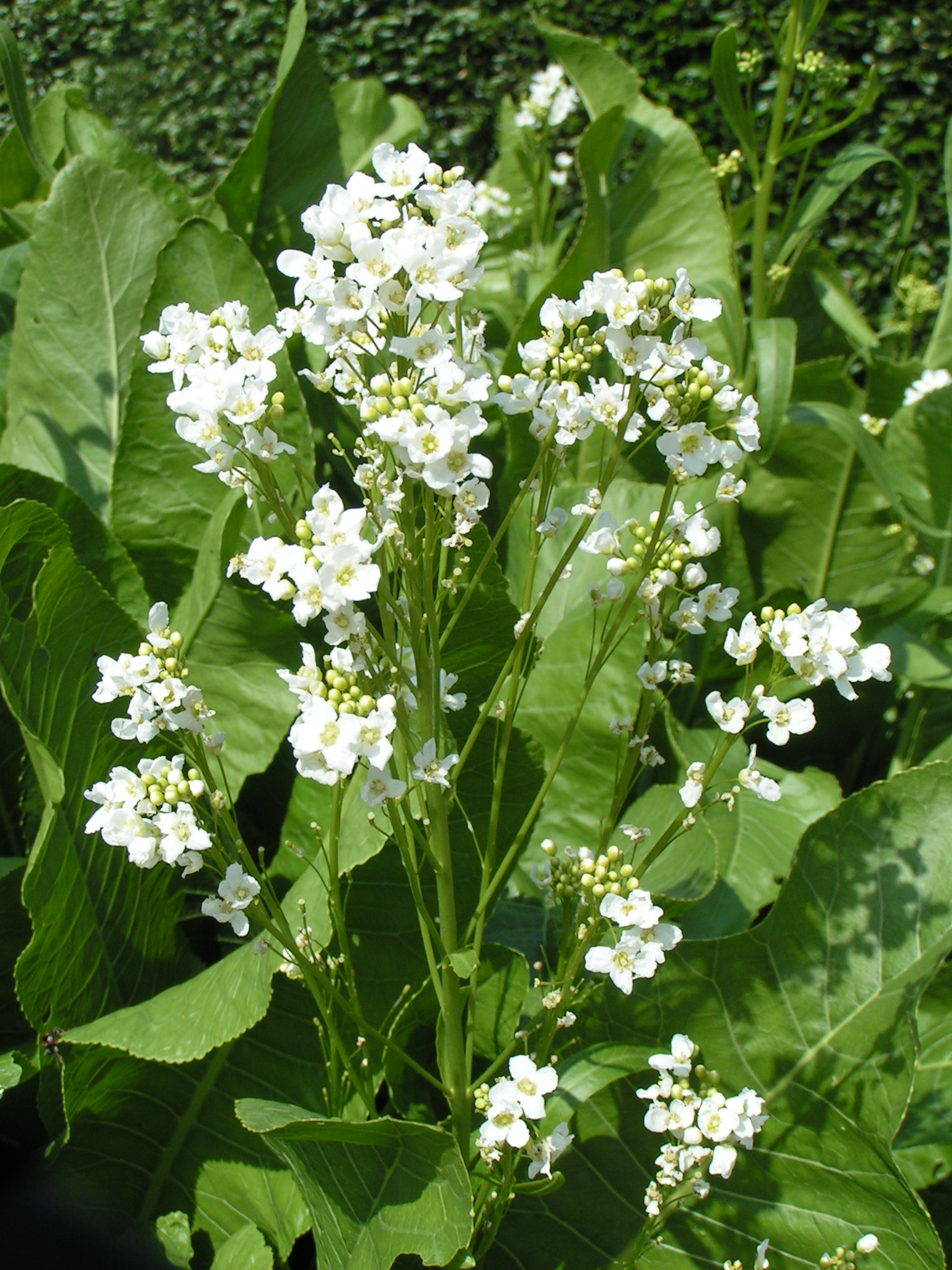

겨자무(Armoracia rusticana)는 배추과의 식물이다.

## 이름
겨자무의 영어 이름은 호스래디시(영어: horseradish)이며, 서양의 고추냉이라 불린다.

## 효능
겨자무는 혈액을 순환하는데 도움을 주며, 고혈압, 감기 예방, 가래에 효과적이라고 한다.

## 요리법
겨자무는 톡쏘는 매운 맛 때문에 훈제연어에 많이 곁들이며, 크림을 섞어 많이 먹는다. 영국에서는 전통 영국음식인 로스트비프와 스테이크에 곁들여서 먹는다.

## 같이 보기
- 고추냉이